# Oleksandr Aresxenko
Oleksandr Valentínovitx Aresxenko (nascut el 15 de juny de 1986 a Luhansk, Unió Soviètica) és un jugador d'escacs ucraïnès que té el títol de Gran Mestre des de 2002.
A la llista d'Elo de la FIDE del desembre de 2021, hi tenia un Elo de 2670 punts, cosa que en feia el jugador número 7 (en actiu) d'Ucraïna, i el 59è millor jugador al rànquing mundial. El seu màxim Elo va ser de 2720 punts, a la llista de desembre de 2012 (posició 28 al rànquing mundial).
|  |

## Resultats destacats en competició
El 2000 va guanyar el Campionat del món Sub-14 a Orpesa, per davant del futur superGran Mestre Wang Yue. El 2003, empatà al primer lloc amb sis jugadors més al fort Obert de Cappelle-la-Grande.
El 2005, va guanyar el campionat d'Ucraïna. A finals d'any, va participar en la Copa del món de 2005 a Khanti-Mansisk, un torneig classificatori per al cicle del Campionat del món de 2007, on tingué una bona actuació, tot i que fou eliminat en tercera ronda (setzens de final) per Levon Aronian.
El 2007 empatà als llocs 2n-4t amb Hikaru Nakamura i Emil Sutovsky al 5è GibTelecom Chess Festival (el campió fou Vladímir Akopian). El 2009 empatà als llocs 1r-4t amb Humpy Koneru, Ievgueni Miroixnitxenko i Magesh Panchanathan a la Mayor Cup de Mumbai, i fou primer al desempat. El mateix any, empatà al primer lloc amb Borís Àvrukh a l'obert de Zuric, i fou primer per desempat. El 2010, empatà als llocs 2n-7è amb Aleksei Dréiev, Ivan Sokolov, Vladímir Fedosséiev, Dmitri Andreikin i Konstantín Sakàiev al Memorial Txigorin (el campió fou Eltaj Safarli). El 2011, empatà als llocs 1r-5è amb Iuri Kuzúbov, Parimarjan Negi, Markus Ragger i Ni Hua al 9è obert de Parsvnath.
El 2011, va formar part de l'equip ucraïnès que assolí la medalla de bronze al Campionat del món per equips a Ningbo.
El 2012 obtingué el primer lloc amb 7.5 punts al fort Memorial Txigorin (i fou campió per desempat). L'agost de 2013 participà en la Copa del Món de 2013, on tingué una actuació regular, i arribà a la tercera ronda, on fou eliminat per Vladímir Kràmnik 1-3.
El setembre de 2015 fou quart del 22è Festival d'Abu Dhabi amb 7 punts de 9, amb els mateixos punts que Nils Grandelius, Baadur Jobava, Martyn Kravtsiv i Richard Rapport però amb el quart millor desempat. El desembre de 2015 fou 2-10è (sisè en el desempat) de l'Al Ain Classic amb 6½ punts de 9 (els campió fou Wang Hao).

## Partida notable
- Serguei Rublevski vs Oleksandr Aresxenko, Campionat de Rússia per equips de 2005, defensa siciliana, (B20)[22]

1.e4 c5 2.Ce2 d6 3.g3 Cf6 4.Ag2 e5 5.c3 Ae7 6.d4 cxd4 7.cxd4 O-O 8.Cbc3 a6 9.O-O b5 10.a3 Ab7 11.Ae3 Cbd7 12.h3 Te8 13.g4 Cb6 14.b3 Tc8 15.Tc1 Cfd7 16.Dd2 d5 17.Cxd5 Cxd5 18.Txc8 Dxc8 19.exd5 e4 20.Cc3 Axa3 21.Cxe4 Da8 22.Cc5 Axd5 23.Axd5 Dxd5 24.Cxd7 Dxd7 25.b4 a5 26.bxa5 Dd5 27.Dd3 b4 28.a6 h5 29.Af4 hxg4 30.hxg4 Ta8 31.Te1 Ab2 32.Te4 b3 33.Df3 Axd4 34.Ac1 Dc6 35.Aa3 b2 36.Axb2 Axb2 37.De2 Af6 38.a7 g5 39.De3 Rg7 40.Tb4 Dd7 0-1